# Hernán Yabar Carazas
Hernán Bonifacio Benjamín Yabar Carazas fue un abogado y político peruano. Fue nieto de Ezequiel Yábar Arteta quien fuera diputado por la provincia de Paucartambo a fines del siglo XIX.
Fue elegido diputado por el departamento del Cusco en 1956 con 7052 votos en las Elecciones de 1956 en los que salió elegido por segunda vez Manuel Prado Ugarteche.